# Jo Jin-mi
Jo Jin-mi (em coreano:  조진미; 15 de novembro de 2004) é uma saltadora norte-coreana, medalhista olímpica.

## Carreira
Ela se tornou membro da seleção da República Popular Democrática da Coreia em 2019.
Ela participou do Campeonato Mundial de 2024 realizado em Doha, Catar, em fevereiro de 2024. Ela ganhou a prata na prova sincronizada de 10m com Kim Mi-rae, atrás das chinesas Chen Yuxi e Quan Hongchan, e com Im Yong-myong, ela ganhou a prata na prova sincronizada mista de 10m, atrás dos chineses Huang Jianjie e Zhang Chaji.
Em julho do mesmo ano, ela participou dos Jogos Olímpicos de Verão de 2024, realizados em Paris, França, e conquistou a medalha de prata na prova sincronizada feminina de 10m, atrás da chinesa Kim Mirae.